# ماساهیرو موتوکی
ماساهیرو موتوکی (به ژاپنی: 本木雅弘) (زادهٔ ۲۱ دسامبر ۱۹۶۵) هنرپیشه اهل ژاپن است. از فیلم‌هایی که وی در آن نقش داشته‌است، می‌توان به مردمان پرنده در چین و عزیمت‌ها اشاره کرد.
وی همچنین برنده جوایزی همچون جایزه آکادمی فیلم ژاپن شده‌است.